# Bound for Glory (2015)
Bound for Glory (2015) (в переводе с англ. — «В поисках славы») — профессиональное рестлинг PPV-шоу, проводимое федерацией TNA. Шоу прошло 4 октября 2015 года в Cabarrus Arena в Конкорде, Северная Каролина. Это шоу стало одиннадцатым в линейке Bound for Glory.

## Создание
Bound for Glory является крупнейшим pay-per-view-шоу промоушена TNA, в котором рестлеры участвуют в различных фьюдах и сюжетных линиях. Рестлеры олицетворяют собою злодеев или героев на ринге. Фьюды проходят таким путём, что сначала, на рядовых эпизодах, обстановка накаляется, а уже на самих праздниках рестлинга тот или иной фьюд, как правило, подходит к своему логическому завершению.
О месте проведения Bound for Glory (2015) стало известно 22 июля 2015 года на выпуске Impact Wrestling. Им стал Cabarrus Arena в Конкорд, Северная Каролина.
Это шоу стало одиннадцатым в линейке Bound for Glory. 
В августе было объявлено, что на PPV Bound for Glory будет введён член Зала Славы TNA, и им стал Эрл Хебнер.
FOX 46 Charlotte сообщают, что ураган Хоакин поднялся до третьей категории и может подняться до четвёртой. Этот ураган направился к берегам Северной Каролины и может ударить по городу Шарлотт, где и пройдет шоу TNA. Как ожидается, ураган ближе к воскресенью снизится до второй категории, однако при этом все равно стоит ожидать наводнение или что-то ещё хуже. Губернатор Вирджинии объявил режим чрезвычайной ситуации. TNA пока никак не прокомментировали эту ситуацию.